# Хайду, Петер
Петер Хайду (венг. Hajdú Péter, 27 декабря 1923, Будапешт — 19 сентября 2002, Будапешт) — венгерский лингвист-уралист, самоедолог, специалист по селькупскому и ненецкому языкам.
Известен своим вкладом в определение прародины уральских народов с помощью метода лингвистической палеонтологии.